# ФАР (футбольный клуб)
«AC.ФАР» (араб. نادي الجيش الملكي‎;фр. Association Sportive Forces Armées Royales) или просто «ФАР» — марокканский футбольный клуб из Рабата. Выступает в Чемпионате Марокко (Ботола). Основан в 1958 году. Домашние матчи проводит на стадионе «Мулай Абдалла», вмещающем 53 000 зрителей.

## История
«ФАР Рабат» — один из сильнейших марокканских клубов за всю историю. На счету клуба 13 выигранных национальных первенств, это второй показатель после Видада, также имеет в своем активе 12 выигранных кубков страны . «Армейцы» из Рабата стали также первой марокканской командой, которой удалось победить в престижнейшем континентальном турнире — Кубке чемпионов. Произошло это событие в 1985 году. Спустя 12 лет «ФАР» смог дойти до финала Кубка обладателей Кубков, где уступил по сумме двух матчей 1:2 тунисскому «Этуалю». Последний же крупный успех клуба датируется 2005 годом, когда клуб из Рабата стал победителем Кубка Конфедерации КАФ, обыграв в финале нигерийский «Долфинз» с общим счетом 3:1. На следующий год «ФАР» снова дошёл до финала Кубка Конфедерации КАФ, однако, на этот раз победить не сумел, уступив трофей после двух ничейных результатов все тому же «Этуалю».
Клуб 8 раз играл на Кубке Мухаммеда V, где дважды финишировал вторым.
В 1965 году команда приезжала в СССР, где сыграла со сборной Советского Союза (0:3) и ленинградским «Зенитом» (1:1).

## Достижения

### Местные
- Чемпион Марокко (13): 1960/61, 1961/62, 1962/63, 1963/64, 1966/67, 1967/68, 1969/70, 1983/84, 1986/87, 1988/89, 2004/05, 2007/08, 2022/23

- Обладатель Кубка Марокко (12): 1959, 1971, 1984, 1985, 1986, 1999, 2003, 2004, 2007, 2008, 2009, 2020

- Обладатель Суперкубок Марокко (4): 1959, 1961, 1962, 1963

### Международные
- Лига чемпионов КАФ (1)
  - Победитель: 1985

- Кубок Конфедерации КАФ (1)
  - Победитель: 2005